# La hija de Juana Crespo
La hija de Juana Crespo es una telenovela venezolana de la cadena RCTV realizada en el año 1977. Original de Salvador Garmendia y José Ignacio Cabrujas, fue protagonizada por Mayra Alejandra, José Luis Rodríguez y Jean Carlo Simancas.

## Trama
Juana Crespo es una madre soltera de origen humilde y analfabeta; en su juventud se enamoró de Raúl Moros, un joven que en aquel entonces estudiaba para detective de la policía. Al saber que Juana esperaba un hijo suyo, Moros se desentendió de ella y se negó a ocuparse del futuro bebé. Así pues, Juana se vio obligada a trabajar día y noche para sacar adelante a su hija, Diana. Años después, Juana volvió a quedar embarazada de otro hombre (que también se negó a hacerse cargo de su hijo) y esta vez dio a luz un varón. Con dos hijos a cuestas, Juana sigue buscándose la vida hasta que conoce a Miguel, un buen hombre que se gana la vida como conductor de autobús. Con Miguel, Juana tiene dos hijos más.
Toda la familia vive en una casa de un humilde barrio de Catia (Caracas), pero Juana no quiere que ninguno de sus hijos tenga la misma mala suerte que ella, por lo que tiene puestas todas sus ilusiones en su hija mayor. Por esta razón, Juana trabaja como servicio limpiando varios apartamentos a la semana y ahorra dinero para que Diana vaya a la universidad.
De regreso a casa tras las clases, Diana sufre un intento de violación por parte de un grupo de matones, pero el jefe de la banda, un joven llamado Gustavo, consigue salvarla, y de inmediato surge la atracción entre ambos. En realidad, Gustavo no es pobre sino hijo de un millonario. Su padre está casado en segundas nupcias con una mujer joven y atractiva que se siente atraída por su hijastro. Este, a su vez, es un rebelde sin causa al que sólo le interesa la música. Gustavo empieza una relación adúltera con su madrastra, pero no puede olvidar a Diana. 
Con el paso de los años, Raúl Moros, que ahora es comisario, se arrepiente de no haberse hecho cargo de su hija, así que decide buscarla y recuperar el tiempo perdido. La mano derecha de Moros es David, un detective de criminalística que conoce a Diana y se enamora de ella. Los dos empiezan a salir juntos pero ella no deja de pensar en Gustavo. Entre tanto, la mejor amiga de Diana se hace novia del mejor amigo de Gustavo, lo que propicia el reencuentro de los protagonistas. Gustavo presenta a Diana a su madre bebe alcohol desde hace años a causa del abandono de su marido, pero Diana logra convencerla de internarse en una clínica para dejar la bebida. Mientras tanto, la familia prepara la boda de Diana y David.  
Juana Crespo y Moros se reencuentran. Juana le revela a su hija la verdadera identidad de su padre. Furiosa, ella lo rechaza por su abandono. A la par de estos acontecimientos, Miguel se enreda con otra mujer más joven y abandona a Juana, lo que sume a la mujer en una profunda tristeza. Por si fuera poco, Diana rompe con David y, además, descubre que está embarazada de Gustavo. 
Juana se siente defraudada y dolida al ver que su historia se repite en su hija mayor. Gustavo, presionado por su madrastra, abandona a Diana y ella da a luz una hija como madre soltera. 
Después de superar muchos obstáculos, Juana y Miguel se reconcilian y se casan tras años de concubinato. Por otro lado, Diana acepta a su padre y lo perdona, mientras que David acaba por comprender que Diana jamás lo querrá. 
Finalmente, Diana y Gustavo se reconcilian, se casan y son felices.

## Elenco
- Mayra Alejandra † - Diana Crespo
- José Luis Rodríguez - Gustavo
- Hilda Vera † - Juana Crespo
- Alberto Marín † - Miguel
- Enrique Benshimol †
- Pierina España
- Jean Carlo Simancas - David
- Rafael Briceño †
- Zulay García
- Amalia Pérez Díaz † - Beatriz
- Roberto Gray
- Arturo Calderón †
- Virgilio Galindo †
- Fausto Verdial †
- Tania Sarabia
- Carlos Villamizar
- Otto Rodríguez
- Mahuampi Acosta †
- Rafael Cabrera † - Raúl Moros

## Versiones
- La hija de Juana Crespo, película para TV realizada en el año 2006 por RCTV, dirigida por Olegario Barrera y protagonizada por Juliet Lima, Eduardo Orozco, Manuel Sosa, Iván Tamayo y Mariela Alcalá.

- Datos: Q5966912